# 녹색사민당
녹색사민당(綠色社民黨)은 2004년 2월 22일부터 2004년 4월 18일까지 존재했던 대한민국의 사회민주주의, 진보주의, 생태주의, 녹색 정치 정당이다. 2004년 2월 22일에 녹색평화당과 한국사회민주당이 통합하면서 창당되었다. 2004년 4월 15일에 실시된 대한민국 제17대 국회의원 선거에 참여했으나 2004년 4월 18일에 중앙선거관리위원회로부터 정당 득표율 미달로 인하여 정당 등록이 취소되었다.

## 역사
2004년 2월 5일에 박창화·정해훈 녹색평화당 공동대표, 장기표 한국사회민주당 대표, 이남순 한국사회민주당 고문당 의장이 "부패 정치 청산, 경제 위기 극복, 녹색 환경 보전, 사회 복지 확립"을 위한 녹색평화당과 한국사회민주당의 통합을 선언했다. 녹색평화당과 한국사회민주당은 2004년 2월 22일에 서울 올림픽공원 역도경기장에서 열린 통합 전당대회를 통해 녹색사민당을 창당했다. 녹색사민당은 사회민주주의 정당을 표방했으며 "녹색 정치 실현, 환경 보전, 반전 평화, 성평등 사회 실현, 선진 복지 사회 실현"을 정당의 기본 정책으로 제시했다. 박창화·정해훈 전 녹색평화당 공동대표, 박영호 한신대학교 대학원장, 강성천 전국자동차노동조합연맹 위원장, 이병균 전국금속노동조합연맹 위원장이 녹색사민당 최고위원으로 참여했다.
녹색사민당은 2004년 4월 15일에 실시된 대한민국 제17대 국회의원 선거에서 장기표 녹색사민당 대표(서울 동작구 갑), 임이자 대림수산 노동조합 지부장(경기 안산시 상록구 갑), 신진규 한국노총 울산지역본부 의장(울산 울주군), 김만재 하이닉스 노동조합 위원장(경기 이천시·여주군)을 비롯한 지역구 후보 28명, 비례대표 후보 6명(1번 강성천, 2번 이동률, 3번 정영숙, 4번 최해경, 5번 이휴상, 6번 여경미)을 공천했다. 하지만 지역구 투표에서 후보자 전원이 낙선했으며 비례대표 투표에서 득표 수 103,845표, 정당 득표율 0.49%를 기록하여 후보자 전원이 낙선하면서 원내 입성에 실패했다. 결국 중앙선거관리위원회는 2004년 4월 18일에 대한민국 제17대 국회의원 선거에서 유효 득표율 2%를 기록하지 못한 녹색사민당의 정당 등록을 취소했다.

## 역대 선거 결과
|  | 0% |

|  | 0.49% |

|  | 0% |